# Witold Kasperski (piłkarz)
Witold Kasperski (ur. 26 października 1949 w Wałbrzychu) – polski piłkarz, napastnik lub pomocnik.
Był wychowankiem Staru Starachowice. Na początku lat 70. grał w Cracovii, ponownie w Starze. Piłkarzem Zagłębia został w 1973 i w jego barwach wystąpił w kadrze. Następnie występował w zespołach we Francji i Belgii.

## Reprezentacja Polski
W reprezentacji zagrał tylko raz. 31 października 1974 Polska wygrała z Kanadą 2:0.
| l.p. | Data                 | Miejsce  | Przeciwnik | Rezultat | Rozgrywki  | Grał   | Uwagi |
| ---- | -------------------- | -------- | ---------- | -------- | ---------- | ------ | ----- |
| 1.   | 31 października 1974 | Warszawa | Kanada     | 2-0      | towarzyski | od 46' |       |